# 杜良镇
杜良镇是中华人民共和国河南省開封市祥符区下辖的一个乡镇级行政单位。原为杜良乡，2024年11月撤乡设镇。位于古城开封东15公里处，南临陇海铁路，北依黄河大堤，东与曲兴乡毗邻，西同开封市郊区东郊乡接壤，全乡总面积103.7平方公里。

## 行政区划
杜良镇下辖以下地区：
杜良村、扫西村、小门砦村、扫东村、大康村、祁砦村、国都里村、鄢陵府村、刘井村、杨砦村、小岗村、金砦村、杜良黄庄村、乱庄村、米砦村、家庄村、三李村、招营村、崔楼村、大门砦村、大陈村、杜良李砦村、马店村、陈砦村、马尾村、许砦村、治台村、尚砦村、三郭村和小庄村。